# Enantiostylie

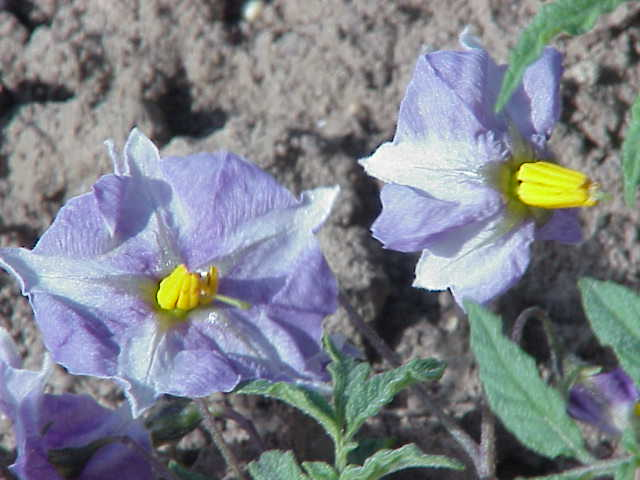
Bij vele nachtschade-soorten (hier: Solanum spegazzinii) buigt de stijl (die later rijp is dan de meeldraden) naar buiten en voorkomt zo dat deze met het eigen stuifmeel bestoven wordt.

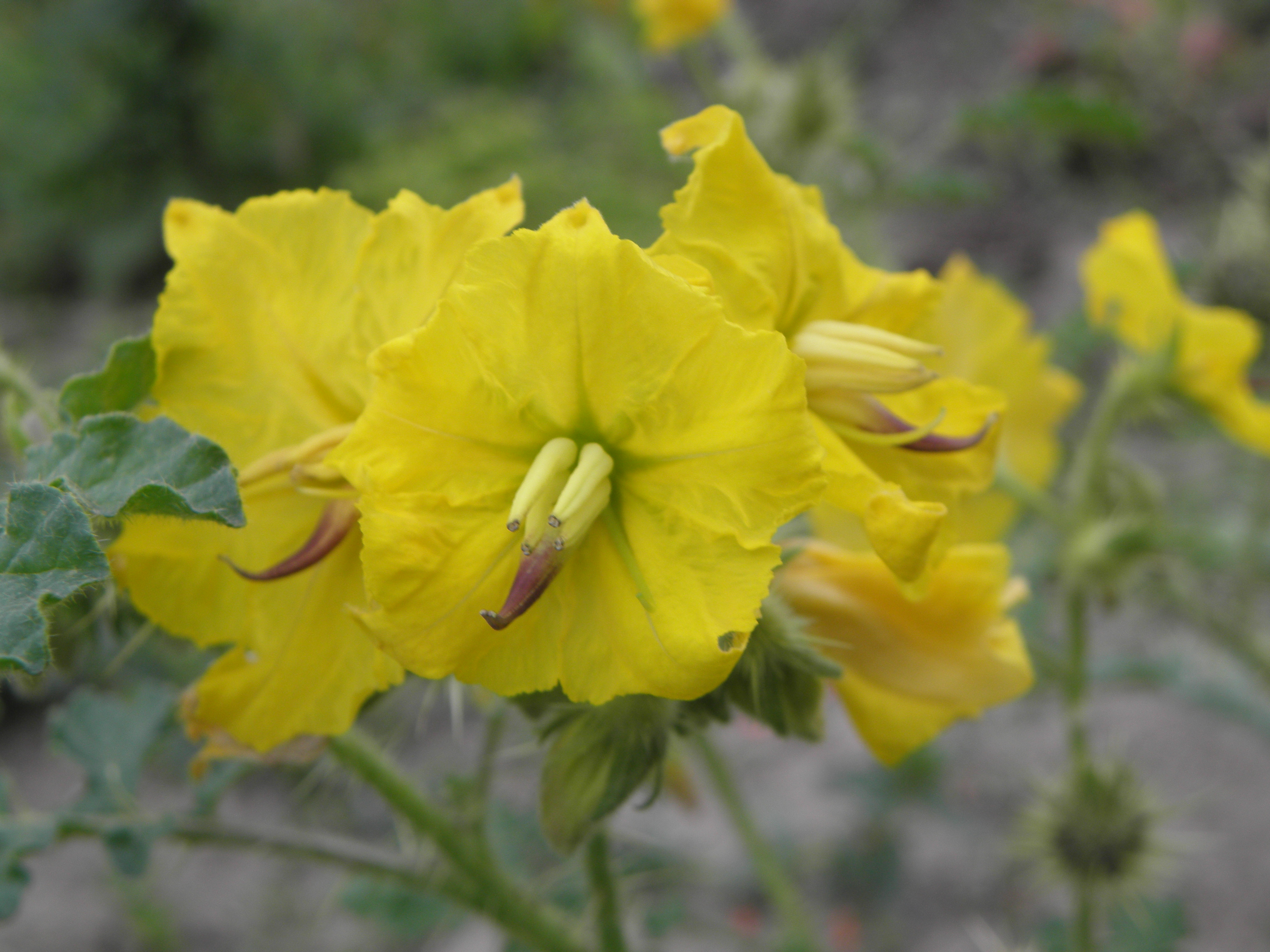
Solanum rostratum

Enantiostylie is het fenomeen dat bij sommige plantensoorten de stijl tijdens de bloei wegbuigt van de meeldraden naar de zijkant van de bloembodem (dextrostylous of sinstrostylous) en voorkomt zo zelfbestuiving. Het is een vorm van wederzijdse herkogamie. Het komt vaak voor bij bloemen zonder nectar en met meestal schijfvormige bloeiwijzen. Het wordt vaak gecombineerd met heterantherie, de verschillende vormen van de stijl.
Enantiostylie is een vorm van ruimtelijke scheiding van mannelijke en vrouwelijke bloemdelen (herkogamie) en gaat vaak gepaard met een scheiding in de tijd (dichogamie). Een andere vorm van stijlaanpassing is heterostylie (verschillende stijlen).
Er wordt onderscheid gemaakt tussen de dimorfe en monomorfe niet-wederkerige enantiostylie. Bij de dimorfe vorm buigen de stijlen van alle bloemen of bloeiwijzen op verschillende individuen van een populatie in dezelfde richting. Bij een monomorfe vorm buigen de stijlen van de bloemen in de bloeiwijzen op één plant gemengd of allemaal naar links of rechts, de gemengde kunnen in een willekeurige volgorde (bij Heteranthera mexicana) of afwisselend, alternerend (pendulumasymmetrie)) in de bloeiwijze gerangschikt zijn. De wederzijdse enatostyie is ook mogelijk, hier buigen de stijl en de meeldraden ieder naar een andere kant.
Enantiostylie komt onder andere voor bij Wachendorfia paniculata, Dilatris corymbosa, Philydrum lanuginosum, Heteranthera spp., Monochoria australasica, Cyanella lutea en Solanum rostratum. Bij Wachendorfia paniculata, Dilatris corymbosa en Philydrum lanuginosum buigt de stijl al af in de bloemknop. Bij Heteranthera spp., Monochoria australasica, Cyanella lutea en Solanum rostratum buigt de stijl af bij het begin van de bloei.
|  |  |